# Рябикин, Павел Борисович
Павел Борисович Рябикин (укр. Павло Борисович Рябікін; род. 6 июня 1965, Киев, Украинская ССР, СССР) — украинский государственный и политический деятель, юрист и дипломат. Чрезвычайный и полномочный посол Украины в Китае (26 апреля 2023 — 21 декабря 2024).
Министр по вопросам стратегических отраслей промышленности Украины (4 ноября 2021 — 20 марта 2023). Председатель Государственной таможенной службы Украины (ноябрь 2020 — ноябрь 2021). Народный депутат Украины VII созыва. Член Парламентской ассамблеи Совета Европы (с 2012). Чрезвычайный и полномочный посол Украины в Дании (2009—2010).

## Биография
В 1989 году окончил Киевский государственный университет имени Тараса Шевченко по специальности «Правоведение», получил квалификацию «Юрист-международник», референт-переводчик немецкого языка. Стажировка: Лейпцигский университет (1987), Кильский университет (2000).
С июня 1991 по март 2000 года работал референтом в «Юрвнешсервисе». С марта по июнь 2000 года был членом Киевской городской коллегии адвокатов Киевской городской квалификационно-дисциплинарной комиссии адвокатуры.
В 2000—2005 годах был народным депутатом Украины, работал в Комитете Верховной рады Украины по вопросам правовой политики, с 2002 года — председатель подкомитета по вопросам хозяйственного законодательства Комитета Верховной рады Украины по вопросам экономической политики, управления народным хозяйством, собственности и инвестиций.
С 5 марта 2005 по 23 августа 2006 года — заместитель министра транспорта и связи Украины.
С сентября 2006 по июль 2009 года, с июня 2010 по ноябрь 2012 года и с октября 2015 по март 2017 года — заместитель директора, начальник порта Рекреационно-оздоровительного центра «Зелёный Порт».
С 15 июля 2009 по 27 апреля 2010 года — чрезвычайный и полномочный посол Украины в Королевстве Дания, Министерства иностранных дел Украины. Дипломатический ранг — чрезвычайный и полномочный посланник 2-го класса (с февраля 2010 года).
С декабря 2012 по ноябрь 2014 года работал в Комитете Верховной рады Украины по транспорту и связи.
С июля 2014 по сентябрь 2015 года — заместитель председателя Киевской городской государственной администрации.
С марта 2017 года руководил работой государственного предприятия "Международный аэропорт «Борисполь» в должности генерального директора.
С ноября 2020 по ноябрь 2021 года являлся председателем Государственной таможенной службы Украины.
4 ноября 2021 года назначен министром по вопросам стратегических отраслей промышленности Украины.
20 марта 2023 года Верховная рада Украины 303 голосами (при 226 необходимых) отправила в отставку Павела Рябикина с должности министра по вопросам стратегических отраслей промышленности Украины.
С 26 апреля 2023 по 21 декабря 2024 года — чрезвычайный и полномочный посол Украины в Китайской Народной Республике.
Владеет английским и немецким языками.

## Семья
Женат, имеет дочь.
Отец — Борис Рябикин — известный режиссёр музыкального театра.